# Novodnistrovsk
Novodnistrovsk, întâlnit și sub forma Novodnestrovsk (în ucraineană Новодністровськ, în rusă Новоднестровск, transliterat: Novodnestrovsk) este un oraș din raionul Nistru în regiunea Cernăuți (Ucraina). Este situat în nordul Basarabiei, la o distanță de 116 km nord-est de centrul administrativ regional, orașul Cernăuți.
Orașul este situat la o altitudine de 230 metri, în partea de est a raionului Secureni (la nord de satul Ojeva), pe malul drept al râului Nistru.
Orașul are o suprafață de 7,089 km² și o populație de 10,413 locuitori, preponderent ucraineni.

## Istorie
La data de 6 aprilie 1973, printr-o hotărâre a ministrului energiei al URSS, s-a aprobat un proiect de construire pe fluviul Nistru a unui baraj și a unei centrale hidroelectrice de mare putere. Această decizie a stat la baza înființării localității Novodnistrovsk, odată cu construirea centralei hidroenergetice de pe malul Nistrului.
Prin decizia nr. 57 din 25 februarie 1975 a deputaților din Consiliul Regional Cernăuți s-a înființat pe teritoriul raionului Secureni o localitate denumită Novodnistrovsk, care a primit statutul de așezare urbană (orășel). Infrastructura socială a orașului a fost construită pentru o populație estimată la 30.000-40.000 locuitori .
În anul 1982, același consiliu regional a atribuit localității Novodnistrovsk statutul de oraș. La nord de baraj, adânc până la 60 de metri, s-a format pe Nistru un lac de acumulare (în ucraineană Дністровське водосховище), cu o lungime de 50 km și o lățime de 2–3 km.
Începând din anul 1991, orașul Novodnistrovsk face parte din raionul Secureni al regiunii Cernăuți din cadrul Ucrainei independente. La data de 17 noiembrie 1993, i s-a acordat statutul de oraș de subordonare raională, iar mai târziu, la 13 iulie 2000, prin Hotărârea Radei Supreme a Ucrainei, orașul Novodnistrovsk a declasat orașul Secureni de funcțiile sale administrative, devenind oraș de subordonare regională, astfel populația raionului a scăzut cu cei 10.342 locuitori ai orașului.
În prezent, orașul are 10.413 locuitori, preponderent ucraineni. Locuitorii sunt angajați în principal la centrala hidroelectrică, dar în anul 2006 rata șomajului era de 17.8% .

## Demografie
Componența lingvistică a orașului Novodnistrovsk
     Ucraineană (85,67%)
     Rusă (13,37%)
     Alte limbi (0,69%)
Conform recensământului din 2001, majoritatea populației orașului Novodnistrovsk era vorbitoare de ucraineană (85,67%), existând în minoritate și vorbitori de rusă (13,37%).

Populația orașului Novodnistrovsk a evoluat de-a lungul timpului astfel:
1989: 10.511 (recensământ) 
2001: 10.344 (recensământ)
2005: 10.268 (estimare)
2007: 10.413 (estimare)
La recensământul din 1989, orașul Novodnistrovsk avea 10.511 locuitori. Conform recensământului din 1989, numărul locuitorilor care s-au declarat români plus moldoveni era de 197 (42+155), adică 1,84% din populația localității .
Conform recensământului efectuat de autoritățile ucrainene în anul 2001, populația orașului Novodnistrovsk era de 10.344 locuitori, fiind împărțită în următoarele grupuri etnice:
- Ucraineni - 9.013 (87,13%)
- Ruși - 1.054 (10,19%)
- Moldoveni - 98 (0,95%)
- Români - 30 (0,29%)
- Alții - 149 (1,44%) [5], din care bieloruși - 0,5%, polonezi - 0,2% etc.[6].

## Vezi și
- Centrala hidroelectrică de la Novodnistrovsk